# T-62

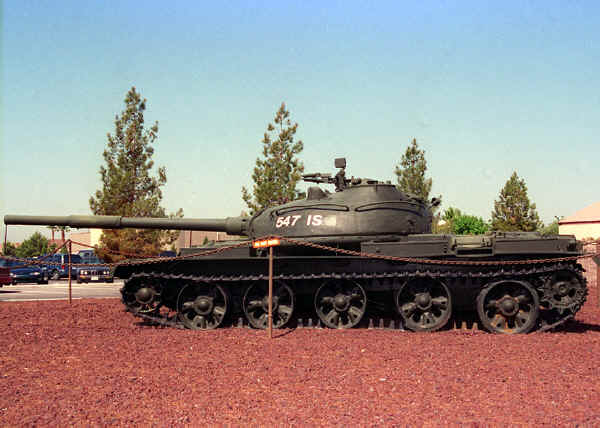
Czołg T-62M (widok z boku, wóz ma uszkodzone /zdemontowane wałki skrętne i spoczywa dnem kadłuba na ziemi)

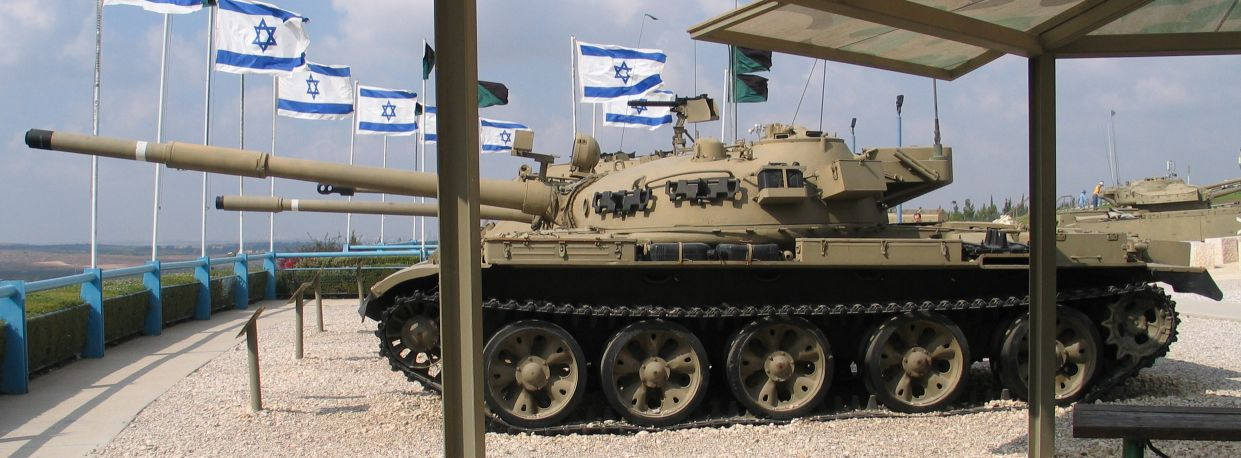
Tiran-6 (zmodernizowany T-62 Cahalu, muzeum Jad la-Szirjon)

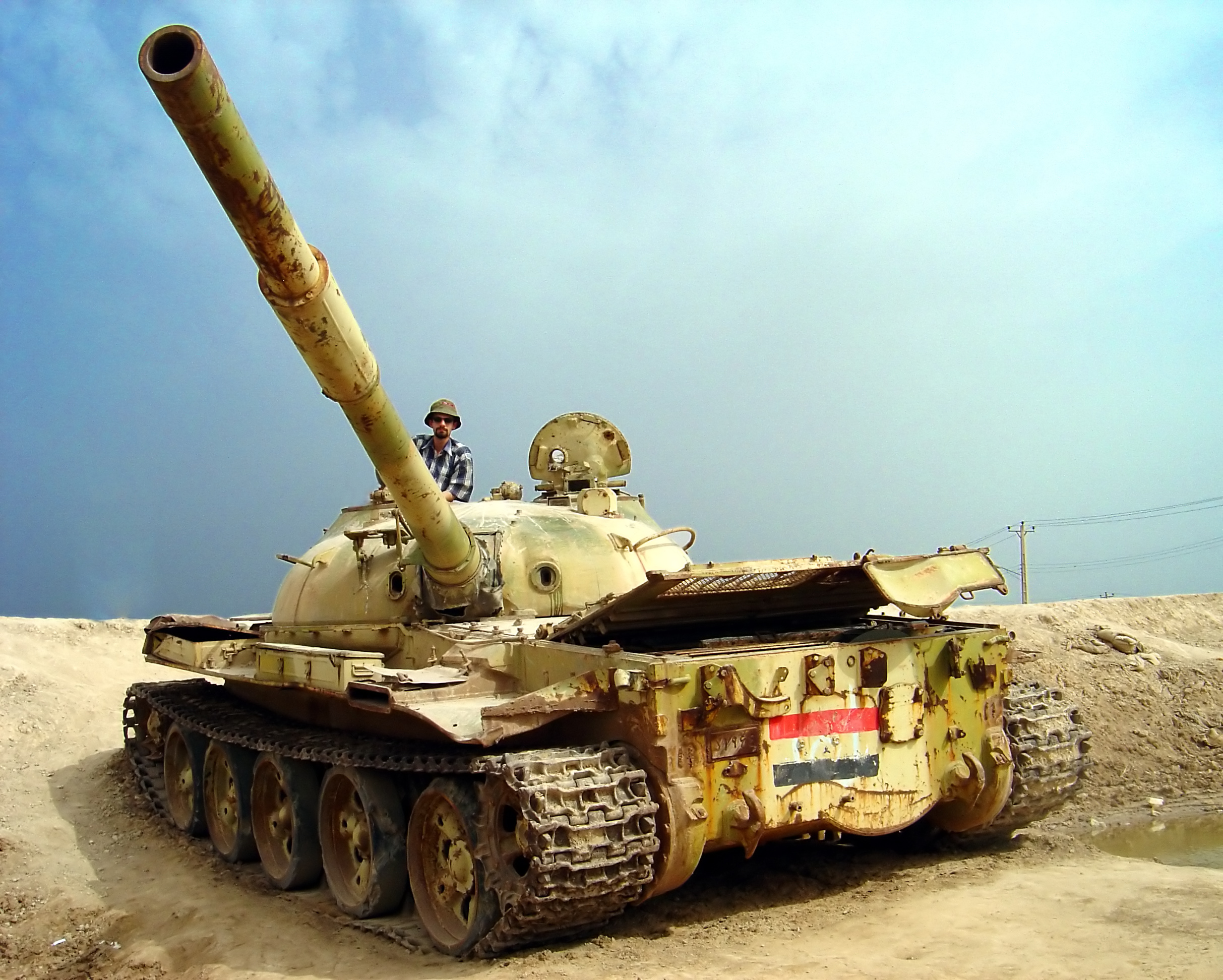
Zniszczony iracki T-62 w pobliżu Chorramszahr, do Iraku trafiło ponad 3000 takich czołgów

T-62 – pierwszy radziecki czołg podstawowy II generacji.

## Historia
Czołg T-62 opracowano pod koniec lat 50. XX wieku jako następcę czołgów T-54/T-55. Pomimo zbliżonego wyglądu T-62 nie jest wersją rozwojową czołgu T-55 (został opracowany w innym biurze konstrukcyjnym). T-62 był pierwszym czołgiem podstawowym uzbrojonym w armatę gładkolufową.
Produkcję czołgów T-62 rozpoczęto w ZSRR na początku lat 60. Po raz pierwszy czołg ten został pokazany publicznie w 1965 roku. Licencję na produkcję czołgu T-62 sprzedano KRL-D.
Po rozpoczęciu dostaw seryjnych czołgów T-62 do jednostek liniowych ujawniły się ich wady. Okazało się, że zastosowany silnik ma zbyt małą moc, co zmniejszało manewrowość pojazdu. Niska była także szybkostrzelność armaty. Jednym z pierwszych konfliktów, podczas którego użyto T-62 na polu walki, był incydent na granicy ZSRR z Chinami nad rzeką Ussuri w marcu 1969. 15 marca egzemplarz tajnej wówczas jeszcze dla świata konstrukcji (jeden z dwóch wprowadzonych do walki), został unieruchomiony i w rezultacie wpadł w ręce Chińczyków. Produkcję T-62 w ZSRR zakończono już w 1975 roku, wcześniej niż produkcję T-55. Liczba wszystkich wyprodukowanych w ZSRR egzemplarzy przekracza 20 000 sztuk, nie jest znana liczba czołgów wybudowanych w Korei Północnej. T-62 znalazł się na uzbrojeniu wielu armii świata. Był używany między innymi przez armie Afganistanu (170 egz.), Algierii (300 egz.), Angoli (ponad 100 egz.), Kuby (300 egz.), Egiptu (600 egz.), NRD (ponad 100 egz.), Iranu (ponad 150 egz.), Iraku (ponad 1000 egz., w większości zniszczone podczas wojen w Zatoce Perskiej), Izraela (120 czołgów zdobycznych, jako Tiran 6), Korei Północnej (ok. 1200 egz.), Wietnamu (200 egz.) i Jemenu (30 egz.).
W Rosji ostatnie T-62 zostały oficjalnie wycofane w 2013 roku. Jednak w trakcie rosyjskiej inwazji na Ukrainę w 2022 roku   część z wcześniej  wycofanych czołgów T-62M i T-62MW,  zmagazynowanych w rosyjskich rezerwach mobilizacyjnych, została reaktywowana  i wysłana w rejon walk. Niektóre czołgi zostały doposażone w charakterystyczne improwizowane prętowe osłony przeciwko pociskom kumulacyjnym. Prawdopodobnie zostały przekazane jednostkom ochotniczym separatystów z Doniecka i  Ługańska.
Czołgi T-62 były używane przez państwa arabskie podczas wojen z Izraelem, a także przez Irak podczas wojen w Zatoce Perskiej.
Podczas służby wozy T-62 zostały dwukrotnie zmodernizowane. Poza modernizacjami radzieckimi pojawiły się także propozycje opracowane na zachodzie Europy. Austriacka firma NORICUM proponowała zastąpienie armaty 2A20 armatą L7 kalibru 105 mm (wóz w tej wersji był testowany w Egipcie), a francuski koncern GIAT proponował zastąpienie armaty 2A20 armatą z czołgu AMX-40, jednak żaden kraj nie zdecydował się na taką modernizację. Jedynie Egipt wymienił lufy armat 2A20 na nowe wyprodukowane przez British Royal Ordance. Własną modernizację czołgów T-62 przeprowadził także Izrael.

## Wersje
- T-62 (Obiekt 166; 1961 r.) – model bazowy; od 1969 r. montowany wkm plot.; od 1975 r. montowany dalmierz laserowy KTD-1
- T-62A (Obiekt 165; 1961 r.) – model bazowy, 100 mm armata gwintowana 2A24 (również jako D-54TS lub U-8TS); przyjęty na uzbrojenie wraz z T-62, nie produkowany
- T-62K (Obiekt 166K; 1964 r.) – wóz dowodzenia, dodatkowa radiostacja R-112, zmniejszony zapas amunicji (36 do armaty, 1750 sztuk do sprzężonego km-u); wozy z dodatkowym systemem nawigacyjnym TNA-2 oznaczane jako Obiekt 166KN
- T-62D (Obiekt 166D; 1983 r.) – wóz z zamontowanym systemem obrony aktywnej Drozd
- T-62D-1 (Obiekt 166D-1; 1983 r.) – wariant T-62D z 690-konnym silnikiem W-46-5M
- T-62M (Obiekt 166M; 1983 r.) – wóz gruntownie zmodernizowany: dodatkowy pancerz BDD przodu kadłuba i wieży, wzmocniona osłona przeciwminowa, gumowo-metalowe fartuchy chroniące boki kadłuba i układ jezdny, wykładzina przeciwradiacyjna; zmodyfikowane podwozie, gąsienice z czołgu T-72; zmodernizowany system kierowania ogniem i system stabilizacji, kompleks uzbrojenia rakietowego 9K116-1 Szieksnia (Шексна) umożliwiający wystrzeliwanie czołgowych ppk 9M117; armata z termoizolacją; radiostacja R-173; 620-konny silnik W-55U; zapas amunicji zwiększony do 42 nabojów
- T-62M-1 (Obiekt 166M-1) – wariant T-62M z silnikiem W-46-5M
- T-62M1 (Obiekt 166M1) – T-62M bez kompleksu uzbrojenia rakietowego
- T-62M1-1 (Obiekt 166M1-1) – wariant T-62M1 z silnikiem W-46-5M
- T-62M1-2 (Obiekt 166M1-2) – T-62M1 bez dodatkowego pancerza BDD
- T-62M1-2-1 (Obiekt 166M1-2-1) – wariant T-62M1-2 z silnikiem W-46-5M
- T-62MD (Obiekt 166MD) – T-62M z zamontowanym w miejsce dodatkowego pancerza systemem obrony aktywnej Drozd
- T-62MD-1 (Obiekt 166MD-1) – wariant T-62MD z silnikiem W-46-5M
- T-62MK (Obiekt 166MK) – wóz dowodzenia na bazie T-62M, dodatkowa radiostacja R-112, system nawigacyjny TNA-2, brak kompleksu uzbrojenia rakietowego
- T-62MK-1 (Obiekt 166MK-1) – T-62MK z silnikiem W-46-5M
- T-62MW (Obiekt 166MW; 1985 r.) – pancerz reaktywny Kontakt-1 w miejsce osłony BDD
- T-62MW-1 (Obiekt 166MW-1) – wariant T-62MW z silnikiem W-46-5M
- T-62M1W (Obiekt 166M1W) – wariant T-62MW bez kompleksu uzbrojenia rakietowego
- T-62M1W-1 (Obiekt 166M1W-1) – wariant T-62MW-1 z silnikiem W-46-5M
- OT-62 – samobieżny miotacz ognia
- wóz ewakuacyjny wyposażony w urządzenia umożliwiające holowanie uszkodzonych wozów T-62

- Tiran-6 – zdobyczne T-62 w służbie izraelskiej
- Ch’onma-ho – północnokoreańskie kopie T-62

## Opis
T-62 jest czołgiem podstawowym II generacji. Załogę czołgu stanowią: dowódca, działonowy, ładowniczy i mechanik-kierowca. Kierowca zajmuje miejsce w kadłubie, reszta załogi w wieży.
Kadłub T-62 jest wykonany ze spawanych płyt ze stali pancernej. Płyty przednie mają grubość 102 mm i są silnie nachylone (górna 60°, dolna 54° od pionu). Opancerzenie z innych stron jest znacznie słabsze. Pancerz boczny ma grubość od 79 mm (w górnej części) do 15 mm (w dolnej części), pancerz tylny 46 mm. Dno kadłuba pancernego ma grubość 20, a strop 31 mm.
W przedniej części kadłuba znajdują się przedziały kierowania, środkowej – przedział bojowy z wieżą, a w tylnej – przedział napędowy.
W przedziale kierowania stanowisko ma mechanik-kierowca. Po jego prawej stronie umieszczono zbiorniki paliwa. Kierowca zajmuje miejsce w pojeździe przez właz w stropie kadłuba. Podczas jazdy obserwuje teren za pomocą dwóch peryskopów. W nocy lewy z nich wymieniany jest na noktowizor TWN-2. Noktowizor ma kąt widzenia 30° i zasięg obserwacji 30 m. TWN-2 jest noktowizorem aktywnym, jego reflektor znajduje się po prawej stronie przedniej płyty pancernej, obok reflektora światła widzialnego.
Wieża pancerna ma postać jednorodnego odlewu. Po jej lewej stronie znajduje się stanowisko działonowego (z przodu) i dowódcy, po prawej ładowniczego. Opancerzenie wieży w przedniej części ma grubość 242 mm, z boku 153 mm, z tyłu 97 mm.
Dowódca obserwuje teren przy pomocy dzienno-nocnego przyrządu obserwacyjnego TKN-3. Optyczny tor dzienny tego przyrządu ma 10° kąt widzenia przy pięciokrotnym powiększeniu. W trybie nocnym aktywny noktowizor ma kąt widzenia 8° przy powiększeniu 4,2x. Dodatkowo w wieżyczce dowódcy zamocowane są cztery peryskopy. Dwa z nich znajdują się przed pokrywą włazu dowódcy, dwa na pokrywie. Wieżyczka dowódcy może być obracana. Dowódca ma możliwość automatycznego naprowadzenie wieży czołgu na punkt obserwowany w przyrządzie TKN-3.
Działonowy dysponuje teleskopowym celownikiem TSz2B-41. Może on pracować z powiększeniem 3,5x (kąt widzenia 18°) lub 7x (kąt widzenia 9°). W okularze celownika wytrawiona jest prosta skala dalmierza pozwalająca oszacować odległość od celu o wysokości 2,7 m. W nocy celowanie możliwe jest dzięki aktywnemu noktowizorowi TPN1-41-11 (reflektor podczerwieni tego celownika zamocowany jest z prawej strony armaty). Zasięg obserwacji przy pomocy noktowizora to ok. 800 m. Celowniczy dysponuje także peryskopem służącym do obserwacji terenu po lewej stronie wieży.
Ładowniczy dysponuje pojedynczym peryskopem umocowanym przed jego włazem.
W wieży znajduje się zasadnicze uzbrojenie wozu: 115 mm armata gładkolufowa 2A20 (oznaczenie wojskowe U-5TS). Lufa armaty wyposażona jest w przedmuchiwacz usuwający gazy prochowe po wystrzale. Obok armaty umieszczony jest czołgowy karabin maszynowy PKT kalibru 7,62 × 54 mm R. Uzbrojenie jest stabilizowane w dwóch płaszczyznach. Naprowadzanie uzbrojenia na cel przy pomocy układów elektrohydraulicznych. Awaryjnie naprowadzanie może odbywać się ręcznie.
Armata 2A20 jest ładowana przez ładowniczego. Zapas amunicji zmagazynowanej w wieży to 4 naboje, dodatkowo 36 naboi zmagazynowanych jest w kadłubie. Armata 2A20 jest zasilana przy pomocy amunicji scalonej. Naboje mają klasyczne łuski metalowe, co powoduje, że są duże i ciężkie. Ładowanie armaty jest możliwe tylko przy kącie podniesienia +3°30′, podczas ładowania blokowany jest obrót wieży. Pomimo zastosowania automatu wyrzucającego łuski po wystrzale na zewnątrz czołgu, szybkostrzelność armaty jest niska i wynosi 4 strz./min podczas strzelania z postoju, podczas jazdy spada do 2 strz./min. Zaletą stosowanej armaty była wysoka (w momencie wprowadzenia do uzbrojenia) skuteczność. Stosowane są cztery typy pocisków: BK-4 (HEAT, stabilizowany brzechwowo), BK-4M (zmodernizowana wersja BK-4), BM-6 (APFSDS) oraz OF-18 (odłamkowo-burzący).
Napęd T-62 stanowi 12-cylindrowy, czterosuwowy, wysokoprężny, chłodzony cieczą silnik W-55-5. Jest on zbudowany w układzie V. Moc silnika wynosi 426 kW przy 2000 obr./min. Napęd od silnika jest przekazywany do skrzyni biegów za pośrednictwem przekładni wstępnej (przyśpieszającej) i wielotarczowego, suchego sprzęgła. Skrzynia biegów mechaniczna ma koła zębate o stałym zazębieniu i przystawkę do odbioru mocy dla napędów dodatkowych (takich jak wentylator chłodzenia). Podczas jazdy dostępne jest 5 biegów do przodu i jeden wsteczny. Napęd z głównej skrzyni biegów jest przenoszony do kół napędowych za pomocą planetarnych mechanizmów skrętu i przekładni bocznych. Planetarne mechanizmy skrętu umożliwiają skręt ustalony z dwoma promieniami: równym 10 m lub równym odległości pomiędzy gąsienicami. Skręt z innymi promieniami jest nieustalony i zależy od oporów ruchu i parametrów układu jezdnego. Częścią układów skrętu są hamulce taśmowe. Przekładnie boczne służą do zmniejszania obrotów i zwiększania momentu obrotowego. Na ich wałach napędzanych zamontowane są koła napędowe.
T-62 ma zawieszenie niezależne na wałkach skrętnych. Każde z 10 kół jezdnych jest połączone za pomocą wahacza z wałkiem skrętnym. Napęd z silnika jest przekazywany na znajdujące się w tylnej części pojazdu koła napędowe. Z przodu pojazdu znajdują się koła napinające. Koła jezdne są kołami podwójnymi, z zewnętrznymi bandażami gumowymi. Wahacze pierwszej i ostatniej pary kół współpracują z hydraulicznymi amortyzatorami. Koła napinające są napinane przy pomocy mechanizmu korbowego z przekładnią ślimakową. T-62 nie ma rolek podtrzymujących gąsienice. Gąsienice stalowe, jednosworzniowe, składają się z 96 ogniw każda.
T-62 wyposażony jest w automatyczny układ przeciwpożarowy. Może być on uruchamiany automatycznie lub ręcznie (przez dowódcę lub kierowcę). Czujniki układu znajdują się w przedziale napędowym i bojowym. T-62 wyposażony jest w układ obrony przed bronią masowego rażenia typu RBZ-1. W przypadku wykrycia wybuchu jądrowego powoduje on zatrzymanie czołgu i jego uszczelnienie. Czołg ma także urządzenia filtrowentylacyjne. T-62 ma termiczną aparaturę dymotwórczą pozwalającą na postawienie zasłony dymnej o długości 400 m, utrzymującą się przy bezwietrznej pogodzie do 4 min.